# تحسين الأراضي

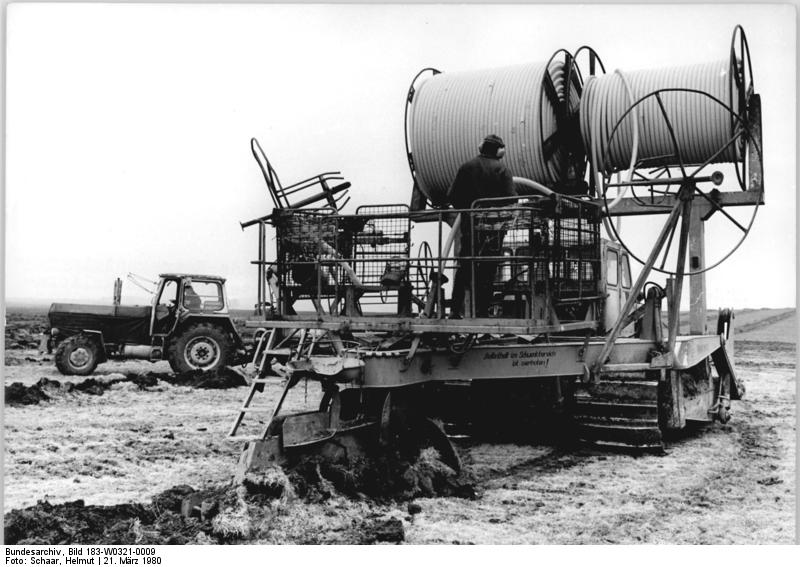

يشير مصطلح تحسين الأراضي أو إصلاح الأراضي إلى الاستثمارات التي تجعل الأراضي أكثر قابلية للاستخدام من قِبل البشر. وفي مجال المحاسبة، تشير تحسينات الأراضي إلى أي مجموعة متنوعة من المشاريع التي تزيد من قيمة الممتلكات. ومعظم تحسينات الأراضي قابلة لخفض قيمتها، ولكن يتعذر خفض قيمة بعضها لتعذر تحديد العمر الإنتاجي.

## تاريخ تحسين الأراضي
- كان بناء المنازل واحتواؤها من أكثر التحسينات الشائعة تاريخيًا.

وبناء المنازل يرتبط بأي شيء بدءًا بالمنزل المصنوع من الحجر كليًا أو الكوخ المصنوع من العِصي. ويتألف الاحتواء من عناصر مثل الجدران والأسوار والطرق والممرات والبوابات.

## تحسين الأراضي الزراعية
في مجال الزراعة، يشمل الإصلاح:
- التحسين الهيدرولوجي (تسوية الأراضي والصرف و الري وترشيح أو تربة المالحة وانهيارات التربة والتحكم في الفيضانات)
- تحسين التربة (التخصيب، تحقيق التوازن الكيميائي الصحيح).
- تثبيت التربة/مكافحة التآكل
- إنشاء الطرق
- التشجير، كوسيلة لكل من المحافظة على المياه وحماية الأراضي من التآكل بفعل الرياح (الأحزمة الشجرية).

## معالجة التربة
قد يؤدي الاستعمال غير المراقب للأراضي إلى تلف التربة، الأمر الذي يتطلب اتخاذ تدابير لمكافحة تدهور التربة، مثل:
- مكافحة التصحر؛
- تطهير الأراضي الملوثة؛
- إعادة تأهيل الأراضي بعد الاستخدام الصناعي أو التعديني؛

## منع تدمير الموائل
- بناء الأسواء والممرات و/أو البوابات وتوفير ممر للحيوانات.
- جهود الحفاظ على التربة والحفاظ على أراضٍ خضراء معينة دون لمسها لتجنب الآثار السلبية على الحياة البرية.

## تحسين الجغرافيا
- يمكن استخدام بناء القنوات أو المصارف أو مشاريع تصريف لجعل الأراضي غير القابلة للاستخدام مناسبة للأنشطة البشرية.
- إقامة الجسور فوق الأراضي المبتلة لتجنب الفيضانات أو انجراف الطرق بفعل المياه.

## تحسين الأراضي في المناطق الحضرية
في السياق العمراني، تشمل تحسينات الأراضي:
- تطهير الأراضي أو تصطيبها أو تسويتها
- طرق الوصول والممرات ومواقف السيارات؛
- الأسوار والسياجات؛
- المناظر الطبيعية؛
- الاتصالات بخدمات البلدية والمرافق العامة؛
- شبكات الصرف والري؛
- الإنارة الخارجية؛

## المشاكل البيئية
قد يؤدي التحسين الهائل للأراضي دون المراعاة الجيدة للآثار الإيكولوجية والجيولوجية إلى نتائج كارثية، مثل:
- تراكم كارثي لأملاح التربة وتكون السبخة، كما هو الحال في آسيا الوسطى، كنتيجة للري بواسطة المياه الجوية المالحة.
- التصحر و تآكل التربة والتحولات الإيكولوجية بسبب الصرف.